# Eulasiopalpus typicus
Eulasiopalpus typicus là một loài ruồi trong họ Tachinidae.